# Saxifraga gouldii
Saxifraga gouldii là một loài thực vật có hoa trong họ Saxifragaceae. Loài này được C.E.C. Fisch. miêu tả khoa học đầu tiên năm 1939.